# پیست خیابانی دیترویت
پیست خیابانی دیترویت (به انگلیسی: Detroit street circuit) یک پیست خیابانی است که در خیابان‌های دیترویت در ایالت میشیگان، در کشور ایالات متحده آمریکا قرار دارد. از این پیست برای برگزاری جایزه بزرگ دیترویت، که یکی از سری گراند پری‌های مسابقات قهرمانی جهان فرمول یک است، استفاده می‌شد.
پیکربندی کنونی این پیست از ۲۴ پیچ تشکیل شده و طول آن برابر با ۴٫۱۶۸ کیلومتر (۲٫۵۹۰ مایل) است.